# Muchajjam Tulkarm
Muchajjam Tulkarm (arab. ‏مخيم طولكرم‎) – obóz uchodźców palestyńskich w Palestynie. Według Palestyńskiego Centralnego Biura Statystycznego w 2016 roku liczył 12 482 mieszkańców.
Założony w 1950 roku przez wypędzonych z Hajfy i Jafy, znajduje się przy mieście Tulkarm. Z powierzchnią zaledwie 0,18 km² jest jednym z najgęściej zaludnionych obozów uchodźców (muchajjam) na Zachodnim Brzegu.
Podczas II intifady (2000–2005) obóz został poważnie dotknięty aresztowaniami, nalotami i godziną policyjną. Później ataki izraelskiego wciąż miały miejsce, choć w bardziej nieregularnej postaci.
Ataki Izraela na Muchajjam Tulkarm nasiliły się podczas trwającej wojny w Strefie Gazy. 3 października 2024 izraelski F-16 ostrzelał kawiarnię w trzypiętrowym budynku; w „najkrwawszym od lat” nalocie w Zachodnim Brzegu, wymierzonym według IDF w miejscowego działacza Hamasu, zginęło 18 osób.